# Doris Dowling
Doris Dowling (* 15. Mai 1923 in Detroit, Michigan; † 18. Juni 2004 in Los Angeles, Kalifornien) war eine US-amerikanische Schauspielerin.

## Leben und Karriere
Nach einer kurzen Arbeit als Chorsängerin am Broadway absolvierte Doris Dowling 1944 mit einer kleinen Rolle im Drama Der Morgen gehört uns ihr Filmdebüt. Ein Jahr später erhielt die Schauspielerin von Billy Wilder die erste bedeutende Rolle ihrer Karriere: Dowling verkörperte eine perspektivlose Prostituierte an der Seite von Ray Milland und Jane Wyman in Wilders Suchtdrama Das verlorene Wochenende. Es folgten weitere tragische Frauenrollen, etwa eine ermordete Alkoholikerin im Film noir Die blaue Dahlie neben Alan Ladd. Nachdem ihre Karriere in Hollywood zusehends im Sande verlaufen war, zog es Dowling Ende der 1940er-Jahre nach Italien. Dort hatte sie 1949 einen weiteren Erfolg mit der Hauptrolle als Gangsterbraut im damals skandalösen Thriller Bitterer Reis. In Orson Welles’ Produktion von Othello spielte Dowling im Jahre 1952 die Bianca. Nach ihrer Rückkehr in die USA war Dowling fast ausschließlich in Fernsehproduktionen zu sehen, wie Einsatz in Manhattan, Der unglaubliche Hulk oder in Simon & Simon.
1984 zog Dowling sich nach über 60 Film- und Fernsehauftritten von der Schauspielerei zurück. Ihre ältere Schwester war die Schauspielerin Constance Dowling (1920–1969). Doris Dowling war drei Mal verheiratet: von 1952 bis 1956 mit dem Bandleader Artie Shaw, von 1956 bis 1959 mit dem Produzenten Robert F. Blumhofe und von 1960 bis zu ihrem Tod 2004 mit dem Produzenten Leonard B. Kaufman. Mit Wilder war sie 1944 bis 1945 liiert.

## Filmografie
- 1944: Der Morgen gehört uns (And Now Tomorrow)
- 1945: Bring on the Girls
- 1945: Das verlorene Wochenende (The Lost Weekend)
- 1946: Die blaue Dahlie (The Blue Dahlia)
- 1947: The Crimson Key
- 1948: Ich küsse ihre Hand, Madame (The Emperor Waltz)
- 1949: Bitterer Reis (Riso amaro)
- 1950: Sarumba
- 1950: Zwischen Liebe und Laster (Alina)
- 1950: Cuori sul mare
- 1952: Orson Welles’ Othello (The Tragedy of Othello: The Moor of Venice)
- 1952: Armstrong Circle Theatre (Fernsehserie, eine Folge)
- 1952: Lights Out (Fernsehserie, eine Folge)
- 1954: Medic (Fernsehserie, eine Folge)
- 1954: Goodyear Television Playhouse (Fernsehserie, eine Folge)
- 1955: Cheyenne (Fernsehserie, eine Folge)
- 1955–1956: Science Fiction Theatre (Fernsehserie, zwei Folgen)
- 1955–1956: Climax! (Fernsehserie, zwei Folgen)
- 1956: Running Target
- 1957: Schlitz Playhouse of Stars (Fernsehserie, eine Folge)
- 1958: Richard Diamond, Privatdetektiv (Richard Diamond, Private Detective, Fernsehserie, eine Folge)
- 1958: Meet McGraw (Fernsehserie, eine Folge)
- 1958: Mike Hammer (Fernsehserie, drei Folgen)
- 1958: Wink of an Eye
- 1958: The Party Crashers
- 1959: Alcoa Presents: One Step Beyond (Fernsehserie, eine Folge)
- 1959: Have Gun – Will Travel (Fernsehserie, eine Folge)
- 1960: Wells Fargo (Fernsehserie, eine Folge)
- 1960: The Chevy Mystery Show (Fernsehserie, zwei Folgen)
- 1960: Checkmate (Fernsehserie, eine Folge)
- 1960: Alfred Hitchcock Presents (Alfred Hitchcock Presents, Fernsehserie, eine Folge)
- 1960: Shirley Temple’s Storybook (Fernsehserie, eine Folge)
- 1962: Sprung aus den Wolken (Ripcord, Fernsehserie, eine Folge)
- 1962: The Tall Man (Fernsehserie, eine Folge)
- 1962: Andy Griffith Show (The Andy Griffith Show, Fernsehserie, eine Folge)
- 1962: Perry Mason (Fernsehserie, eine Folge)
- 1963: The Gallant Men (Fernsehserie, eine Folge)
- 1963: Bonanza (Fernsehserie, eine Folge)
- 1963: The Eleventh Hour (Fernsehserie, eine Folge)
- 1963: Grindl (Fernsehserie, eine Folge)
- 1963: Breaking Point (Fernsehserie, eine Folge)
- 1964: Zirkusdirektor Johnny Slate (The Greatest Show on Earth, Fernsehserie, eine Folge)
- 1964: My Living Doll (Fernsehserie, fünf Folgen)
- 1966: Birds Do It
- 1966: Daktari (Fernsehserie, zwei Folgen)
- 1967: Flipper (Fernsehserie, eine Folge)
- 1971: Ohne Furcht und Sattel (Bearcats!, Fernsehserie, eine Folge)
- 1972: O’Hara, U.S. Treasury (Fernsehserie, eine Folge)
- 1972: Die Straßen von San Francisco (The Streets of San Francisco, Fernsehserie, eine Folge)
- 1974: Tell Me Where It Hurts (Fernsehfilm)
- 1974, 1979: Barnaby Jones (Fernsehserie, zwei Folgen)
- 1975: Get Christie Love! (Fernsehserie, eine Folge)
- 1975: Adam-12 (Fernsehserie, eine Folge)
- 1975: Medical Story (Fernsehserie, eine Folge)
- 1976: Kojak – Einsatz in Manhattan (Kojak, Fernsehserie, eine Folge)
- 1977: Der Teufel auf Rädern (The Car)
- 1979: Wonder Woman (Fernsehserie, eine Folge)
- 1979: Time Express (Fernsehserie, eine Folge)
- 1980: Scruples (Miniserie, eine Folge)
- 1980: Der unglaubliche Hulk (The Incredible Hulk, Fernsehserie, eine Folge)
- 1980–1984: Ein Duke kommt selten allein (The Dukes of Hazzard, Fernsehserie, zwei Folgen)
- 1981: Separate Ways
- 1982: Simon & Simon (Fernsehserie, eine Folge)